# David Allan Coe
David Allan Coe, född 6 september 1939 i Akron, Ohio, är en amerikansk countrymusiker som brukar förknippas med outlaw country-rörelsen. Bland hans största hits som soloartist finns "You Never Even Called Me By My Name" (1975), "The Ride" (1983) och "Mona Lisa Lost Her Smile" (1984). Han är också känd som låtskrivare åt andra artister, bland annat hade Tanya Tucker en hit med hans "Would You Lay With Me (In a Field of Stone)".

## Diskografi (urval)
Album
- 1969 – Penitentiary Blues
- 1970 – Requiem for a Harlequinn
- 1974 – Once Upon a Rhyme
- 1974 – The Mysterious Rhinestone Cowboy
- 1976 – I've Got Something to Say
- 1976 – Longhaired Redneck
- 1977 – Rides Again
- 1977 – Tattoo
- 1977 – Texas Moon
- 1978 – Buckstone County Prison
- 1978 – Family Album
- 1978 – Human Emotions
- 1978 – Nothing Sacred
- 1979 – Compass Point
- 1979 – Spectrum VII
- 1981 – Encore
- 1981 – Invictus Means Unconquered
- 1981 – Tennessee Whiskey
- 1982 – DAC
- 1982 – Rough Rider
- 1982 – Underground Album
- 1983 – Castles in the Sand
- 1983 – Hello in There
- 1984 – Just Divorced
- 1985 – Darlin', Darlin'
- 1985 – Unchained
- 1986 – Son of the South
- 1987 – A Matter of Life and Death
- 1987 – I Love Country
- 1989 – Crazy Daddy
- 1990 – 18 X-Rated Hits
- 1990 – 1990 Songs for Sale
- 1994 – Standing Too Close to the Flames
- 1997 – Live: If That Ain't Country
- 1998 – Johnny Cash Is a Friend of Mine
- 1999 – Recommended for Airplay
- 2001 – Songwriter of the Tear
- 2002 – Country and Western
- 2002 – Sings Merle Haggard
- 2002 – Live at the Iron Horse Saloon
- 2002 – Whoopsy Daisy
- 2003 – Sings Johnny Cash's Biggest Hits
- 2003 – Live at Billy Bob's Texas
- 2005 – All I'll Ever Be
- 2006 – Rebel Meets Rebel
- 2010 – DAC's Back